# Macofil
Macofil Târgu-Jiu este o companie producătoare de materiale de construcții din România.
Compania este controlată de omul de afaceri Ion Pătruț, care deține un pachet de 51,6% din acțiuni, și fondul de investiții înregistrat în Cipru RC2 Limited, cu 26,2% din capitalul companiei.
Cifra de afaceri în 2007: 6 milioane euro (20,2 milioane lei)
Venit net în 2007: 0,2 milioane euro (0,6 milioane lei)